# دوبند جشمة بوتي (مارغون)
دوبند جشمة بوتي (بالفارسية: دوبندچشمه پوتی) هي قرية تقع في إيران في قسم مارغون الريفي. يقدر عدد سكانها بـ 40 نسمة بحسب إحصاء 2016.